# Stanisław II August của Ba Lan
Stanisław II August của Ba Lan  (cũng viết Stanisław August Poniatowski; tên khi sinh Stanisław Antoni Poniatowski;(17 tháng 1 năm 1732 - 12 tháng 2 năm 1798) là vị vua cuối cùng của Ba Lan, Đại công tước của Litva và vị vua cuối cùng của Thịnh vượng chung Ba Lan - Lietuva thống nhất (1764-95). Ông vẫn là một nhân vật gây tranh cãi trong lịch sử Ba Lan. Được biết đến như một nhà bảo trợ lớn của nghệ thuật và khoa học và là người khởi xướng và ủng hộ các cải cách tiến bộ, ông cũng được nhớ đến như là vị vua cuối cùng của Khối thịnh vượng chung, người mà cuộc bầu cử đã bị phá vỡ bởi sự can thiệp của Nga. Ông bị chỉ trích chủ yếu vì sự thất bại của ông chống lại các phân vùng, và do đó để ngăn chặn sự tàn phá của Ba Lan.
Khi đến triều đình đế quốc Nga ở Saint Petersburg năm 1755, ông đã phát sinh tình cảm với Catherine Alexeievna 26 tuổi (tương lai của Hoàng hậu Catherine Đại đế, trị vì 1762-1796), ba năm cao cấp. Với sự ủng hộ của bà, năm 1764 ông được tôn làm vua Ba Lan. Trái với mong đợi, ông đã cố gắng cải cách và củng cố Khối thịnh vượng chung ốm yếu. Những nỗ lực của ông đã gặp phải sự phản đối bên ngoài từ Prussia, Nga và Áo, tất cả đều quan tâm đến việc giữ cho Khối thịnh vượng yếu; Và từ các lợi ích bảo thủ nội bộ, trong đó coi cải cách là đe dọa quyền tự do truyền thống và quyền lợi của họ.
Cuộc khủng hoảng quyết định của thời kỳ đầu của ông, Liên đoàn Chiến tranh Bar (1768-1772), đã dẫn tới phân chia Ba Lan lần thứ nhất (1772). Phần sau của triều đại của ông là cải cách do Đại biện (1788-1792) và Hiến pháp ngày 3 tháng 5 năm 1791. Những cuộc cải cách này đã bị lật đổ bởi Liên minh Targowica 1792 và Chiến tranh Bảo vệ Hiến pháp, đưa trực tiếp vào Thứ Hai Phân vùng Ba Lan (1793), Cuộc nổi dậy của Kościuszko (1794) và phân chí Ba Lan lần thứ 3 (1795), đánh dấu sự kết thúc của Khối thịnh vượng chung. Từ bỏ mọi quyền lực có ý nghĩa, Poniatowski đã thoái vị vào tháng 11 năm 1795 và trải qua những năm cuối đời của mình ở bán kiều tại Saint Petersburg.
Là một nhà quý tộc Ba Lan của huy hiệu Ciołek và là thành viên của dòng tộc Poniatowski, ông là con của bá tước Stanisław Poniatowski, Castellan of Kraków, và công chúa Konstancja Czartoryska; Anh trai của Michał Jerzy Poniatowski (1736-94), Linh mục Ba Lan; Và chú cho hoàng tử Józef Poniatowski, (1763-1813).

## Tiểu sử

### Thời trẻ
Stanisław Antoni Poniatowski sinh ngày 17 tháng 1 năm 1732 tại Wołczyn, sau đó nằm trong Khối thịnh vượng Ba Lan và Lithuania, và bây giờ là một phần của Belarus, đến Stanisław Poniatowski và Konstancja (nhũ danh Czartoryska) Poniatowska. Gia đình Poniatowski của huy hiệu Ciołek nằm trong số những người cao quý nhất của szlachta (szlachta) của Ba Lan. Ông đã trải qua những năm đầu tiên của thời thơ ấu ở Gdańsk; Sau đó, gia đình ông chuyển đến Warsaw. Ông được giáo dục bởi mẹ, sau đó bởi những người dạy kèm riêng, bao gồm đại sứ Nga Herman Karl von Keyserling. Anh ấy không có nhiều bạn trong những năm tuổi thiếu niên; Thay vào đó, ông đã phát triển một cuốn sách yêu thích, mà vẫn tiếp tục trong suốt cuộc đời của ông.
Ông đã thực hiện chuyến đi nước ngoài đầu tiên của mình vào năm 1748, khi ông đi cùng với quân đội Nga khi nó tiến lên Đức. Trong chuyến đi đó, ông đã viếng thăm Aachen và Hà Lan. Cuối năm đó ông trở lại Khối thịnh vượng chung, dừng lại ở Dresden.

### Sự nghiệp chính trị
Poniatowski đã trải qua năm kế tiếp là một người học việc tại thủ phủ của Michał Fryderyk Czartoryski, sau đó là Phó Thủ tướng của Lithuania. Năm 1750, ông đi đến Berlin. Ở đó ông gặp nhà ngoại giao Anh Charles Hanbury Williams, người đã trở thành người thầy và người bạn của mình.. Năm 1751, Poniatowski được bầu vào Hội đồng Kho bạc ở Radom, nơi ông từng là ủy viên của năm tiếp theo. Ông đã dành hầu hết tháng 1 năm 1752 tại tòa án Áo ở Vienna.Cuối năm đó, sau khi phục vụ trong một Tòa án Radom và gặp Vua Augustus III của Ba Lan, ông là Phó ngoại giao Sejm. Trong thời Sejm, cha ông đã mua cho ông ta cái tên của starost của Przemyśl. Tháng 3 năm 1753 ông rời khỏi nước ngoài, lần này qua Hungary tới Vienna, nơi ông gặp lại Williams một lần nữa.